# Batalla de El Pireo
La batalla de El Pireo tuvo lugar en 403 a. C. entre los exiliados de Atenas comandados por Trasíbulo que habían derrotado al gobierno de los Treinta Tiranos y que habían ocupado El Pireo, y una fuerza espartana enviada a enfrentarse con ellos. En la batalla, los espartanos derrotaron por un pequeño margen a los exiliados, habiendo bastantes bajas en ambos bandos. Tras la batalla, Pausanias medió en un acuerdo entre las dos partes para conseguir la reunificación de Atenas y El Pireo, y el restablecimiento del gobierno democrático en Atenas.

## Preludio
A finales de 404 a. C., una pequeña fuerza de exiliados atenienses comandados por Trasíbulo se internó en Ática. Los exiliados pretendían acabar con el gobierno oligárquico represivo de los Treinta Tiranos y, en dos batallas, derrotaron las fuerzas de ese gobierno. Tras la segunda batalla los Treinta Tiranos fueron depuestos y reemplazados por un gobierno más moderado. Estos nuevos gobernantes, sin embargo, todavía no estaban en condiciones de llegar a un acuerdo con los exiliados, que ahora controlaban El Pireo, el puerto de Atenas. Se produjeron diversas escaramuzas entre los dos bandos: la caballería ateniense hacía salidas contra las partidas de forrajeros de los exiliados, mientras que desde el Prieo se hacían ataques contra las murallas de Atenas.
Tanto los Treinta Tiranos exiliados en Eleusis como los gobernantes de Atenas enviaron emisarios a Esparta, pidiendo su ayuda contra el ejército de El Pireo. En este punto, la política interna espartana tuvo un papel vital en el futuro de Atenas. Lisandro, que apoyaba una política exterior agresiva y que era el responsable de haber instalado a los Treinta Tiranos en el poder, partió para Eleusis, comenzando a reclutar un ejército. A su partida, sin embargo, el rey Pausanias de Esparta, que prefería una política de carácter más defensivo, logró el apoyo de tres de los cinco éforos, y fue enviado a la cabeza de un ejército para hacer frente a la situación.

## Batalla
A la llegada de Pausanias a Ática, envió un mensaje a El Pireo ordenando al ejército rebelde que se dispersase. Cuando éstos se negaron, desplegó su ejército en orden de ataque, pero la batalla no se llegó a producir. Al día siguiente, sin embargo, una partida de infantería ligera ateniense atacó a una partida de reconocimiento espartana. Pausanias envió su caballería y a su infantería más joven para atacar, mientras que el resto de la infantería les seguía como apoyo. En la persecución la caballería y la infantería de avanzada espartana entró en El Pireo, en dónde se encontraron con un gran cuerpo de infantería ligera y fueron rechazados con diversas pérdidas. Trasíbulo salió con su cuerpo de hoplitas para hacer más presión, y los hoplitas espartanos les hicieron frente. Tras un tiempo, los espartanos vencieron, causando 150 bajas a los atenienses. Los atenienses volvieron a El Pireo, mientras que Pausanias y los espartanos se retiraron a su campamento.

## Eventos posteriores
Tras conseguir la victoria, Pausanias, en lugar de hacer valer su ventaja para continuar la guerra, buscó una salida diplomática mediando entre los dos bandos atenienses. Persuadió a Atenas y a El Pireo para que enviasen emisarios a Esparta, que volvieron con 15 oficiales apoderados para trabajar con Pausanias en la negociación de un acuerdo. Pausanias logró entonces persuadir a los atenienses para que sellaran sus desacuerdos permitiendo a todo el mundo volver a sus hogares, con la excepción de los Treinta Tiranos y sus más estrechos colaboradores, y que todos los que tuvieran miedo sobre su propia seguridad fueran libres de huir a Eleusis. Se restableció la democracia, y casi todos fueron perdonados. Eleusis se mantuvo independiente durante un tiempo pero, cuando se conoció que los Treinta Tiranos estaban reuniendo ahí un ejército mercenario, se lanzó un ataque preventivo que reincorporó la ciudad al estado ateniense.